# Светлицкий, Валерий Александрович
Валерий Александрович Светлицкий (1 июня 1927, Карачев, Брянская губерния — 3 января 2011, Москва) — советский и российский учёный в области механики прочности, доктор технических наук (1969), профессор кафедры РК-5 (Динамика и прочность машин) МГТУ им. Баумана. С 1988 года по 1996 — заведующий кафедрой РК-5. Заслуженный деятель науки и техники Российской Федерации (1992).

## Биография
Валерий Александрович Светлицкий Родился в городе Карачев. Детство пришлось на войну, в 1942 году пятнадцатилетним подростком начал работать слесарем на авиационном заводе в Москве. После войны окончил вечернюю школу рабочей молодежи и в 1947 году поступил в Московский авиационный технологический институт, который окончил в 1952 году. С 1952 года по 1955 год работал в НИИ Министерства радиотехнической промышленности СССР. В МВТУ им. Н. Э. Баумана с 1955 года: перешёл по конкурсу на кафедру «Сопротивление материалов». В 1960 году защитил кандидатскую диссертацию, а в 1969 году — докторскую.
С 1971 года по 2011 год — профессор кафедры РК-5 (сопротивление материалов; динамика и прочность машин). С 1988 года по 1996 был заведующим кафедрой РК-5.
С 1993 года действительный член Академии Наук Высшей школы.
С 1994 года — член-корреспондент Международной инженерной академии.
С 1995 года — член Российского Национального комитета по теоретической и прикладной механике.
Под руководством В. А. Светлицкого выполнено и защищено 36 кандидатских диссертаций. При его непосредственном участии выполнено и защищено 7 докторских диссертаций.
Был председателем редколлегии серии «Библиотека расчетчика» (издательство «Машиностроение»), членом редколлегии международного журнала «Shock and Vibration» (США). Являлся членом ученых советов ЦИАМ, ВЗПИ, МГТУ, ИМАШ.

## Основные направления научной деятельности
Механика стержней, аналитическая динамика, теория колебаний, динамическая устойчивость механических систем, теория управления механическими системами, статистическая механика, теория надёжности, численные методы исследования случайных процессов.

## Избранные публикации
- Случайные колебания механических систем (1976 г., 1991 г., Машиностроение, издана во Франции в 1980 г.)
- Динамика старта летательных аппаратов (Наука, 1986 г.)
- Динамика и колебания механических систем (в соавторстве с проф. Р. Гутовским, Варшава, 1986 г.)
- Механика абсолютно гибких стержней (МАИ, 2001 г.)
- Механика стержней (т.1 -Статика, т.2 — Динамика, Высшая школа, 1987 г., изданы на английском языке в 2000, 2004 гг.)
- Задачи и примеры по теории колебаний (часть 1, 1994 г., часть 2, 1998 г., МГТУ им. Н. Э. Баумана, издана на английском языке в 2004 г.)
- Статистическая механика и теория надежности (МГТУ им. Н. Э. Баумана 2002 г., 2004 г., издана на английском языке в 2004 г.)

## Награды
- Премия Совета Министров СССР (1990) — за разработку теории и численных методов расчета динамических нестационарных процессов при неполной информации о случайных возмущениях; внедрение в практику проектирования специальной техники
- Медаль «За доблестный труд в Великой Отечественной войне» (1991)
- «Заслуженный деятель науки и техники Российской Федерации» (6 апреля 1992) — за заслуги в научно-педагогической деятельности
- Юбилейная медаль «50 лет Победы в Великой Отечественной войне 1941—1945 гг.» (1995)
- Премия имени А. Н. Крылова (2010) — за работу «Численные методы исследования задач статики и динамики стержневых элементов конструкций»